# Huberia

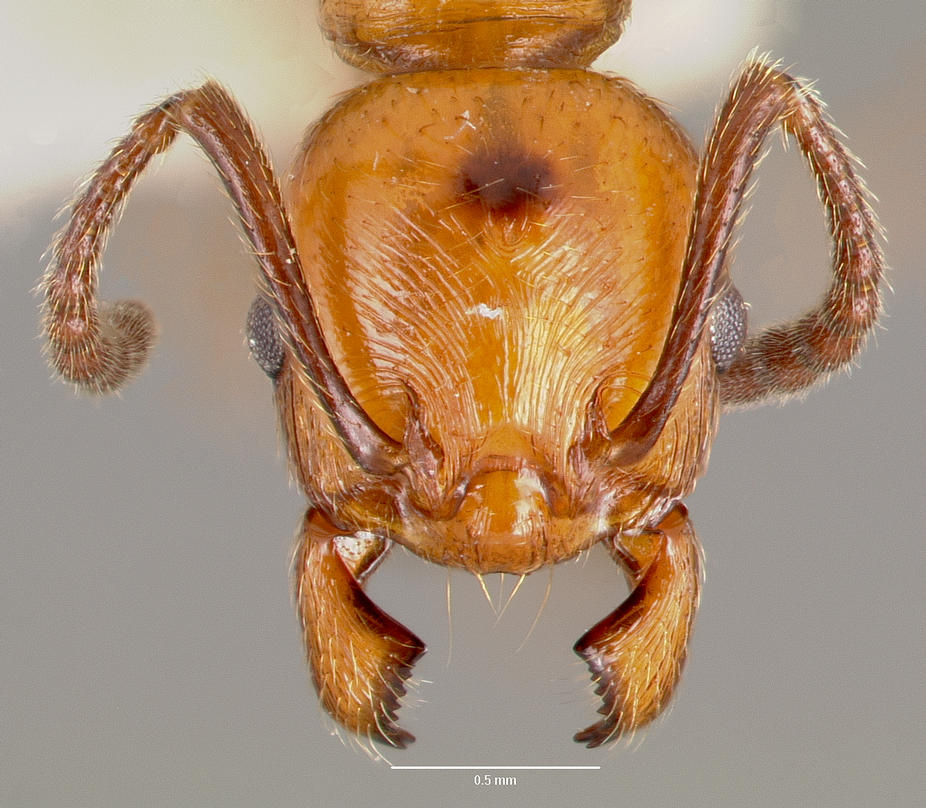
Huberia striata

Huberia (лат.) — род муравьёв трибы Crematogastrini (ранее в Myrmicini) из подсемейства мирмицины (Formicidae). Единственный эндемичный род муравьёв Новой Зеландии.

## Распространение
Новая Зеландия.

## Описание
Мелкие муравьи жёлто-рыжего (Huberia striata) или бурого (Huberia brounii) цвета (длина около 3—5 мм). Усики 11-члениковые, булава 4-члениковая. Проподеум несёт пару маленьких шипиков. Брюшко гладкое и блестящее. Гнездятся в почве, под камнями, среди корней.

## Классификация
2 вида. Относятся к трибе Crematogastrini (ранее включался в состав трибы Myrmicini) из подсемейства Myrmicinae.

### Виды
- Huberia brounii Forel, 1895[1]
- Huberia striata (Smith, 1876) typus (=Tetramorium striatum)[2]